# 庆丰公园 (北京)
庆丰公园，位于北京市朝阳区庆丰闸前街34号（公园东门的门牌号），是朝阳区区属公园。

## 简介
庆丰公园位于通惠河西部南岸，北京CBD南侧，西至灵通观桥，东至庆丰桥，北至京通快速路，南至铁路线。全长2300米，宽度约70米至250米，总面积约26.7公顷。
2009年9月28日，庆丰公园正式开园，对公众免费开放。庆丰公园因庆丰闸而得名。庆丰闸遗址位于公园东园以北，通惠河岸边。北京东三环南北横跨该公园，将公园分为东园和西园，其中西园以绿化景观带为主，分成桃柳映岸、都市蜃楼等；东园有庆丰古闸、京畿秦淮、叠水花溪、银枫幽谷等8个景点。整个公园里的水系景观用水全部来自通惠河。
通惠河素有“北方秦淮”之称。朝阳区绿化部门在庆丰公园的绿化中，以种植桃树、柳树为主，再现了元朝通惠河“桃柳映岸”的风貌。公园内其他树种有200余种。拆迁旧房建设公园的过程中，当地的原有树木被全部保留。公园内的乔木主要是雪松、银杏、白蜡，灌木主要是连翘、碧桃、玉兰，并分别建成海棠谷、桃花谷、丁香谷。滨水景观区沿通惠河而建，滨水景观区的广场及小品以船和帆为符号，象征通惠河“北方秦淮”的历史，并建有两处长约1公里的“亲水平台”带。公园四周共设8个大门，并在通惠河上建有两座木板桥。
西园的景点有：
- 乐家花园：位于西园西部。原为元代都水监张经历的花园，时名“双清亭”。据清朝《宸垣识略》记载，“双清亭在通惠河上，元都水监张经历园也，今废。”后亦称张家花园，此后多次易主。中华民国时期另有同仁堂乐家在此地建园，称乐家花园。1981年此地的地名定为“双花园”（即张家花园和乐家花园）。现仅存乐家花园，成为庆丰公园西园内的景点。乐家花园为两进院落，正房坐东朝西，前廊后厦，从山墙门窗形式以及砖瓦砌法看，乐家花园属于典型的民国式样。旧时，乐家花园饲养了百只鸽子，鸽群翱翔是附近的一大景观。2012年，“乐家花园”被定为北京市朝阳区普查登记文物。
- 文化长廊：位于西园中部。为木制长廊，全长60米。木质窗格雕刻着各种花卉图案。
- 惠舟帆影：位于西园中东部。与东园的大通帆涌景点相对称，采用白色金属构架组成，寓意对影。借通惠河水面倒影，河北岸高楼以及西园内的花海为衬托。
- 印象之舟：位于西园东部。一艘石舟扬着石帆，仿佛航行在河中。一条条石刻小鱼，一只只石刻小乌龟好像在水中游来游去。几个金属塑造的男孩女孩在水中玩耍摸鱼。
- 都市蜃楼
- 桃柳映岸：1.7公里长的河边景观带，以“柳色绿如烟”的桃柳映岸春意为主，种植垂柳、立柳、山桃、碧桃、连翘等植物。[4]

东园的景点有：
- 京畿秦淮：位于东园西端。是一座纪念雕塑，高6米，宽1.5米。雕塑四面以壁画形式再现了古代二闸“因水转漕，船舻相接，漕舟千渡，帆樯林立，游客如织”的景象。
- 叠水花溪：位于东园西端，京畿秦淮南侧。由三块湖面（海棠谷、桃花谷、丁香谷）组成，是公园生态文化区的主体。湖边叠石，湖底铺鹅卵石，湖内有鱼，遍种各种水生植物。
- 二闸诗廊：位于东园西南部，叠水花溪南侧。[4]
- 儿童游乐场：位于东园中南部，二闸诗廊东侧。2013年建成。
- 文槐忆故：位于东园西部北端。为一株相传到21世纪初已有500多年历史的古槐。传说1748年前后，曹雪芹曾多次来往于通州和香山之间，也许途经庆丰闸时他曾在这槐树下候船闲坐或与朋友饮茶赋诗。故公园将这古槐命名为“文槐”。
- 古丝棉木：位于东园中北部，文槐忆故东侧，大通帆涌东北侧，银枫幽谷北侧。为一株古丝棉木（白杜、明开夜合），树龄到21世纪初已有约100年，是北京地区少见的珍稀树种。
- 大通帆涌：位于东园中西部，银枫幽谷西北侧，文槐忆故东南侧。大型主题雕塑区，用硬质白色金属框架组成三组白帆主体，辅以水流景观和浮雕石群，展现古代漕运情景。花岗岩雕刻的背景墙呈现了古代漕运的真实故事。层层台阶如水波，托起漕船张帆航行。
- 银枫幽谷：位于东园中南部。秋季彩叶观赏区，种植银杏、白蜡、元宝枫、紫叶李等植物。[4]
- 新城绮望：位于东园中东部。
- 槐荫庭：位于东园东端。中央为一株古槐，为二级保护树，树龄到21世纪初已有200多年，
- 惠水春意：即通惠河，游人可在“亲水平台”欣赏通惠河的美景。
- 庆丰古闸：位于通惠河北岸，即1995年建成的“庆丰闸遗址”。